# Stazione di De Ruggiero
La stazione di De Ruggiero è una stazione della ferrovia Circumvesuviana, sita nel comune di Brusciano.
Si trova sulla ferrovia Napoli-Nola-Baiano.

## Storia
La stazione in viadotto è stata inaugurata nel 1998, rientra nel progetto voluto dalla Regione Campania che ha consentito l'eliminazione di numerosi passaggi a livello del vecchio tracciato ferroviario.

## Servizi
La stazione dispone di:
- Biglietteria
- Ascensori
- Parcheggio gratuito
- Telefoni pubblici
- Servizi igienici